# Dreieinigkeitskirche (Berlin-Tegel)

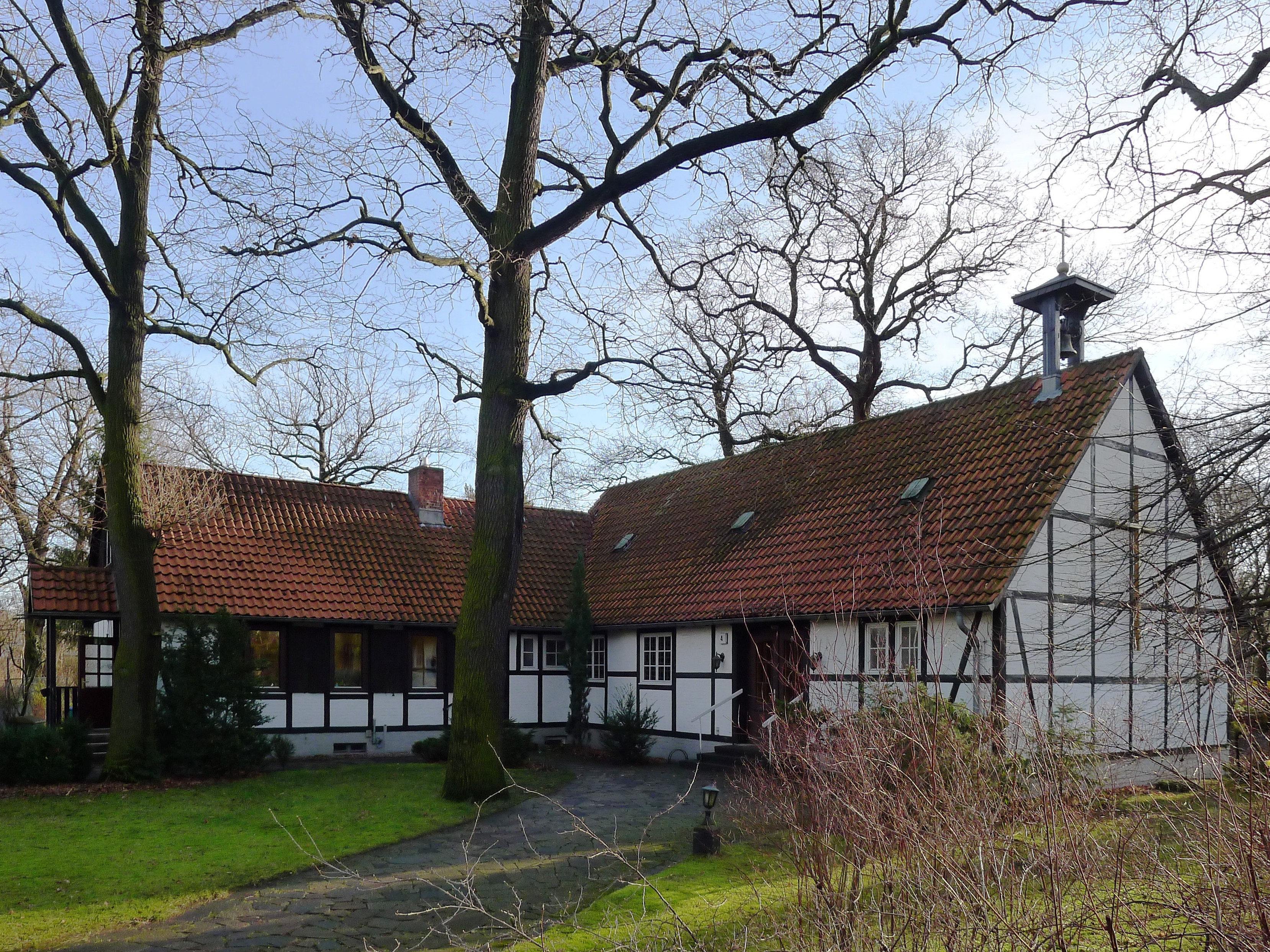
Dreieinigkeitskirche

Die evangelische Dreieinigkeitskirche (ⓘ) steht im Berliner Ortsteil Tegel des  Bezirks Reinickendorf in der Straße An der Mäckeritzbrücke 4. Sie wurde von Emil Fangmeyer entworfen. An der Innenarchitektur wirkte Otto Bartning mit.

## Geschichte
Für die südlich des Flughafens Tegel gelegenen Gartenkolonien, die südlich durch den Berlin-Spandauer Schifffahrtskanal von den Wohngebieten Haselhorsts getrennt sind, fand am 11. April 1954 die Grundsteinlegung für die Dreieinigkeitskapelle, wie die kleine Saalkirche zunächst genannt wurde, statt. Am 3. Oktober des gleichen Jahres wurde sie eingeweiht. Der Bau wurde mit Unterstützung der Schwedischen Kirchen ausgeführt. Die Kirchengemeinde war zunächst eine Tochter der Weihnachtskirche in Haselhorst. 1959 wurde die Dreieinigkeitsgemeinde selbstständig und blieb es bis 2005. Im Jahr 2006 fusionierte sie mit der Kirchengemeinde in Siemensstadt. Trotz der Fusion werden beide Predigtstätten aufrechterhalten.

## Baubeschreibung
Dem Architekten gelang es, eine Fachwerkkirche in die Landschaft einzubinden, die schon damals durch hohe Bäume geprägt war. In einem seitlichen, etwas niedrigeren Gebäudetrakt ist eine kleine Station für die Gemeindeschwestern angefügt. Er wurde 1963 durch einen Anbau des Architekten Dietrich Römer verbreitert. Heute befindet sich dort der Kindergarten. Auf dem Dachfirst des tief heruntergezogenen Satteldachs befindet sich ein Dachreiter als Glockenträger. Das Skelett aus den schmalen, dunklen Stäben und Riegeln des Fachwerks ist mit weiß gestrichenem Mauerwerk ausgefacht.
Das Altarfenster entwarf Karl-Moritz Menzel-Sand. Es zeigt als Zeichen für die Dreifaltigkeit unten Fische und oben eine Taube, den Heiligen Geist symbolisierend. In der Mitte deutet das Agnus Dei auf das Symbol für Jesus Christus hin. Bei den Mosaikfenstern an den Seitenwänden herrschen die Farben blau und gelb vor, zum Dank für die Unterstützung der schwedischen Kirche beim Bau.

## Glocke und Orgel
Die mit Hilfe ausländischer Spendengelder finanzierte und von J. F. Weule gegossene Glocke erklang am 31. Oktober 1954 zum ersten Mal. Bei einem Durchmesser von 48 cm und einer Höhe von 42 cm zuzüglich einer Krone von 7 cm wiegt sie 67 kg. Ihr Schlagton ist g und ihre Inschrift in der Schulter lautet 
„O, LAND, LAND, LAND, HÖRE DES HERRN WORT, JER. 22,29“.
Die Truhenorgel stammt von der Berliner Orgelbauwerkstatt Karl Schuke.